# Bene Gesserit
Il Bene Gesserit (dalla locuzione in latino legale quamdiu se bene gesserit, ovvero "fino a quando si comporterà bene") è una organizzazione di rilevanza sociale, religiosa e politica chiave nell'universo fantascientifico di Dune di Frank Herbert. È descritta come una sorellanza esoterica i cui membri si sottopongono ad un addestramento attraverso lunghi anni di condizionamento fisico e mentale per ottenere poteri e abilità che all'esterno possono facilmente apparire magici. A causa della natura segreta delle loro pratiche e delle loro abilità, dall'esterno sono spesso chiamate "streghe". Leali solo a se stesse, tuttavia, per conseguire i loro obiettivi ed evitare interferenze esterne, spesso si rivestono di una illusoria lealtà nei confronti di altri gruppi o individui.
Addestrate nella Scuola Madre sul pianeta Wallach IX, in seguito le Bene Gesserit pongono il loro quartier generale in un mondo nascosto conosciuto come Casa Capitolare nei due ultimi romanzi del ciclo originale (Gli eretici di Dune e La rifondazione di Dune). Il sistema delle Bene Gesserit fu fondato dopo il Jihad Butleriano come scuola di addestramento mentale e fisico per studenti di sesso femminile. L'addestramento si impernia sull'equilibrio tra corpo e mente, ricordando molto da vicino le discipline orientali. Le Bene Gesserit sono capaci di decifrare le emozioni attraverso i segnali somatici e di comandarle tramite la Voce, una modulazione del tono vocale che influenza in modo profondo il subconscio di chi la ascolta, fino a soggiogarlo.
Una Reverenda Madre può controllare completamente il proprio corpo e la propria mente, utilizzando entrambi in modo spregiudicato al servizio dei fini della Sorellanza, anche in modo letale. Non tutte le Bene Gesserit diventano Reverende Madri: la stragrande maggioranza si limita a salire i primi gradini della scala, ottenendo un addestramento base per poi diventare mogli o concubine di uomini influenti, rimanendo comunque perennemente legate (e con esse i rispettivi mariti o amanti) alla Sorellanza.
Le Reverende Madri, diventate tali dopo un'ordalia a base di essenza di spezia, la cosiddetta Agonia della spezia, assumono la capacità di risalire lungo la propria ascendenza, sommando la propria esperienza personale alla somma di tutte le esperienze delle donne contenute nella storia del proprio patrimonio genetico. Alcune di esse sono anche delle veridiche, ovvero sono in grado di distinguere verità e menzogna sostituendo i dispositivi meccanici vietati dalla Bibbia cattolica orangista; sono perciò richiestissime in ambito politico e commerciale.
Il fine ultimo della Sorellanza è evolvere la specie umana verso una forma superiore attraverso una selezione genetica spregiudicata; a questo scopo ha iniziato da tempo immemorabile un piano di 'accoppiamenti programmati' per giungere allo Kwisatz Haderach, "colui che può essere in molti luoghi contemporaneamente", un essere i cui poteri mentali gli consentirebbero di arrivare a concepire più dimensioni, come quella del tempo e viaggiare mentalmente attraverso di esso.
La madre di Paul Atreides, Lady Jessica, faceva parte sia dell'ordine che del programma genetico segreto. Alla fine del primo libro del ciclo di Dune, è definitivamente svelato che lo Kwisatz Haderach è proprio Paul: ma la scoperta si dimostra essere un micidiale boomerang per la Sorellanza. Nei millenni successivi all'emergere dello Kwisatz Haderach, il Bene Gesserit soffre di una progressiva decadenza, fino ad essere quasi distrutto dalla setta delle Matres Onorate, specie di caricatura del concetto di Bene Gesserit, emersa dalle nebbie della Dispersione seguita alla scomparsa dell'Imperatore-Dio di Dune.